# 嫩茨林根

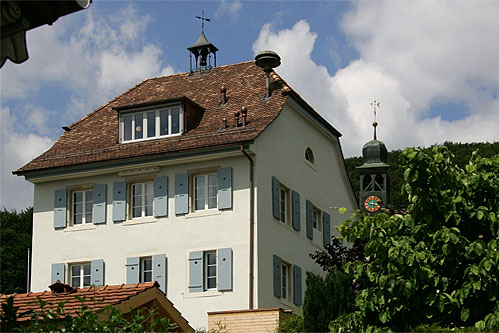

嫩茨林根是瑞士的城鎮，位於該國北部，由巴塞爾鄉村州負責管轄，面積3.66平方公里，海拔高度438米，2012年人口427，七成人口信奉羅馬天主教，人口密度每平方公里117人。